# Alfa Romeo 1900
Alfa Romeo 1900 ist eine Automobil-Modellreihe des Unternehmens Alfa Romeo, die von Herbst 1950 bis Spätsommer 1959 hergestellt wurde.
Die von Orazio Satta Puliga konstruierte Stufenhecklimousine Berlina, die Basis für diverse Coupés und andere Varianten war, wurde im Oktober 1950 auf dem Automobilsalon in Paris vorgestellt. Sie war das erste neu entwickelte Modell des Unternehmens nach dem Zweiten Weltkrieg, sein erstes auf einer Montagelinie hergestelltes und sein erstes mit einer selbsttragenden Karosserie.

## Motor
Der Vierzylindermotor wurde von Giuseppe Busso neu entwickelt, er war die Basis der Motoren der späteren, erfolgreichen Giulietta- und Giulia-Baureihe. Der 1900-Motor hatte zunächst einen Hubraum von 1884 cm³ (Bohrung 82,55 mm, Hub 88 mm) und leistete in der einfachsten Version 59 kW (80 PS). Eine Besonderheit waren die beiden obenliegenden Nockenwellen (DOHC), die über Ketten angetrieben wurden und den Motor drehfreudig machten. 1954 wurde der Hubraum auf 1975 cm³ aufgebohrt (Bohrung dann 84,5 mm) und die Leistung auf 66 kW (90 PS) angehoben. Zur Unterscheidung hießen die Modelle ab dann 1900 Super. Für zusätzliche Leistung gab es eine Variante mit dem Kürzel „ti“ (Turismo Internationale), die 74 kW (100 PS) bzw. als Super 85 kW (115 PS) leistete.

## Limousine
In der Werbung hieß es zum Alfa Romeo 1900 „la berlina che vince le corse“ (deutsch: „die Limousine, die Rennen gewinnt“). Dies war gar nicht einmal sehr übertrieben, da die Spitzengeschwindigkeit des Viertürers für damals beachtliche 160 bis 170 km/h betrug. Die sportliche Berlina 1900 ti Super erreichte sogar 180 km/h.
Eine Einzelradaufhängung an doppelten Querlenkern an der Vorderachse sowie das Gewicht von gut 1000 kg unterstrichen die sportliche Note.
In sehr geringer Stückzahl gab es für repräsentative Zwecke unter dem Namen „Lunga“ auch eine Variante mit verlängertem Radstand sowie auch eine seltene zweitürige Version mit dem Namen „Primavera“.
Insgesamt wurden 17.390 Berlinas hergestellt, davon 1095 in der schnellen ti-Version.

## Coupés, Cabriolets und andere Varianten
Auf einer verkürzten Bodengruppe mit Verstärkungen wurden elegante zweitürige Coupés sowie einige Cabriolets im Auftrag von Alfa Romeo von der Firma Touring hergestellt. Mit dem Modellwechsel zur Super-Version wurden die Modelle überarbeitet, und man unterscheidet deshalb eine erste und eine zweite Serie. Aber auch andere Automobil-Designer, wie z. B. Pininfarina, Zagato und Ghia, stellten zweitürige Modelle als Cabriolets und Coupés auf der Grundlage des 1900er her. Als Typenbezeichnung erhielten diese Fahrzeuge das Kürzel 1900C für corto (kurzer Radstand) sowie den Zusatz „Sprint“ oder nur „S“. Die Spitzengeschwindigkeit lag bei 180 km/h. Ein Alfa Romeo 1900C Super Sprint kostete 1954 in Deutschland etwa 31.000 Mark und damit rund 2.000 mehr als ein Mercedes-Benz 300 SL Flügeltürer. Insgesamt wurden 1.808 Sprint hergestellt.
Weitere Varianten waren der Geländewagen Matta sowie verschiedene Prototypen, wie die Disco Volante oder die Batmobile.

## Produktionsende
Anfang 1958 trat der Alfa Romeo 2000 die Nachfolge der 1900er-Reihe an, der ebenfalls als Berlina, Sprint und Cabriolet („Spider“) angeboten wurde.
Von 1960 bis 1962 wurde die 1900-Limousine unter der Bezeichnung IKA Bergantin von der Industrias Kaiser Argentina in Argentinien weitergebaut, allerdings ausgerüstet mit deren 2,5-Liter-Vierzylinder- oder 3,7-Liter-Sechszylindermotoren (Bergantin Super 6). Es entstanden dort 7.998 Fahrzeuge mit Vierzylindermotoren und 353 Super 6.

## Modellgalerie

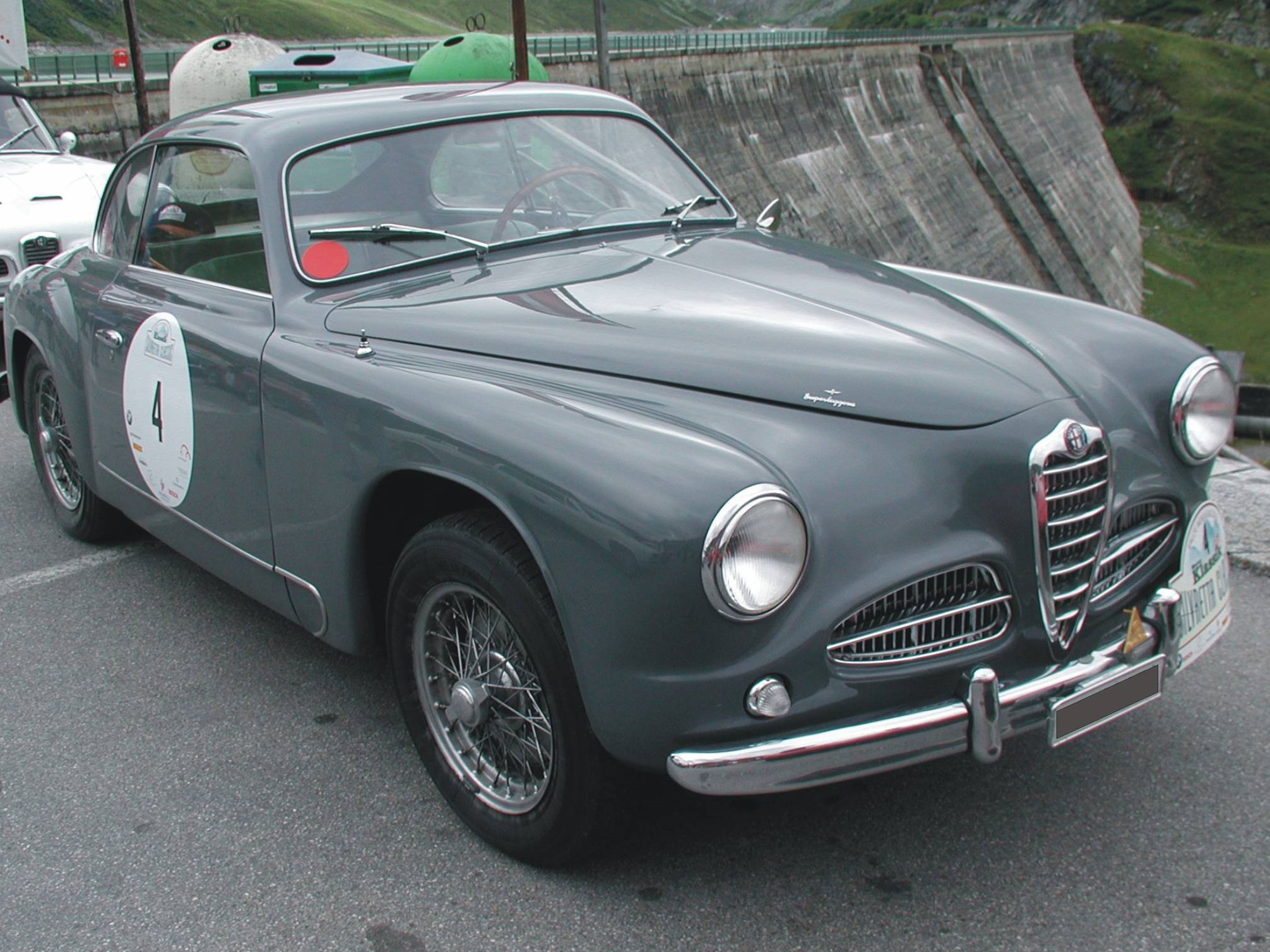
1900C Sprint Touring (1950–1954)
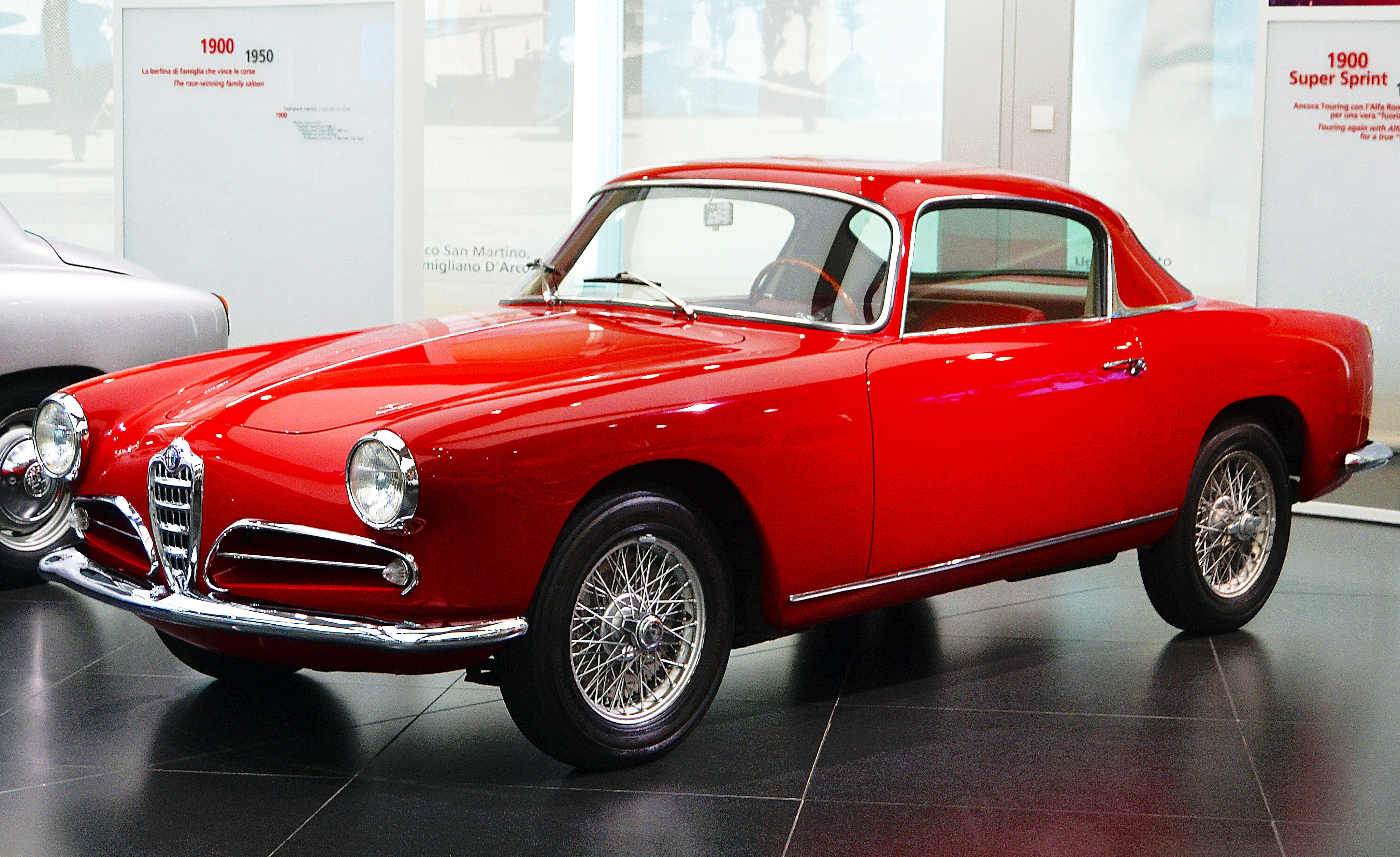
1900 Super Sprint Touring (1954–1959)
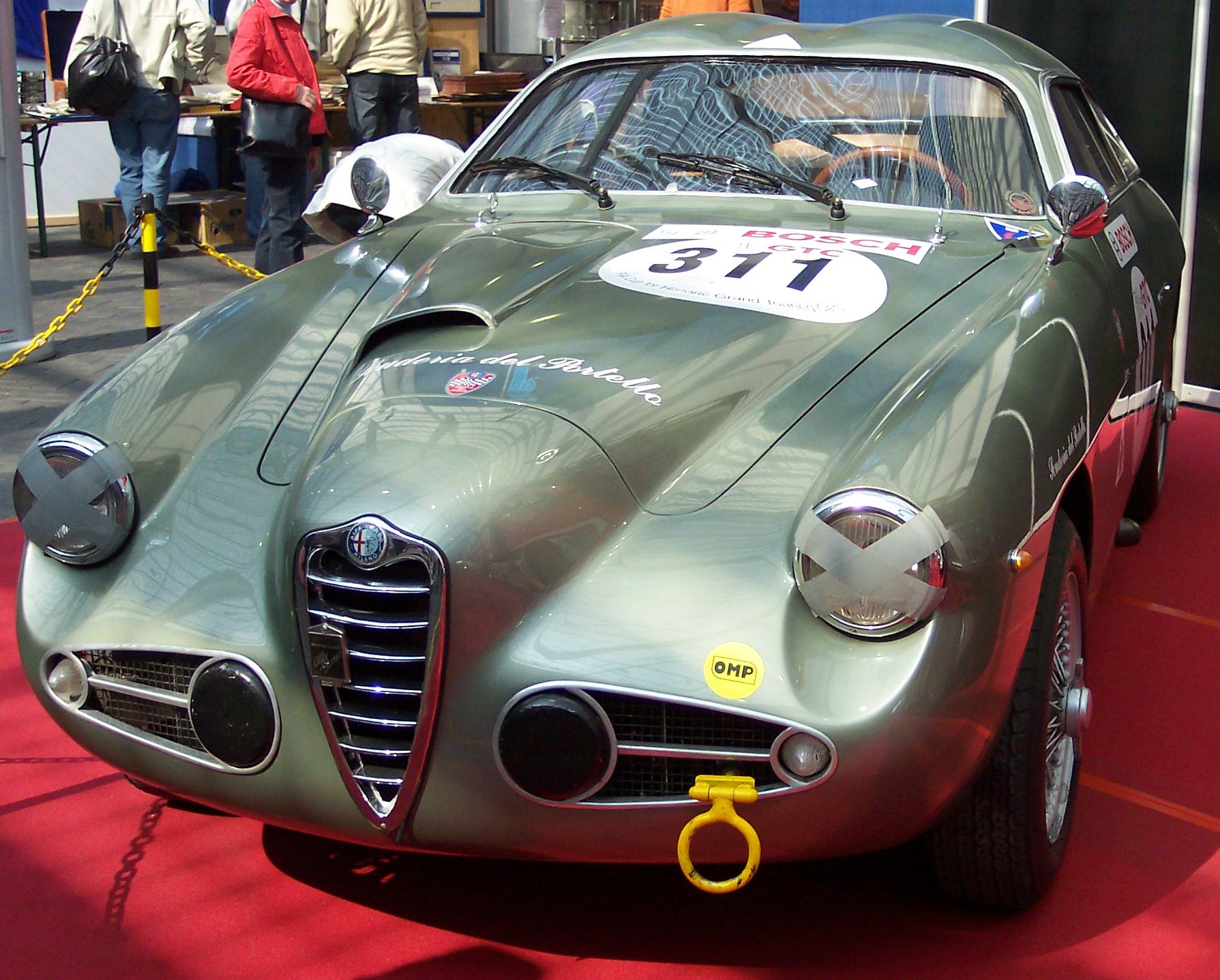
1900 CSS Zagato
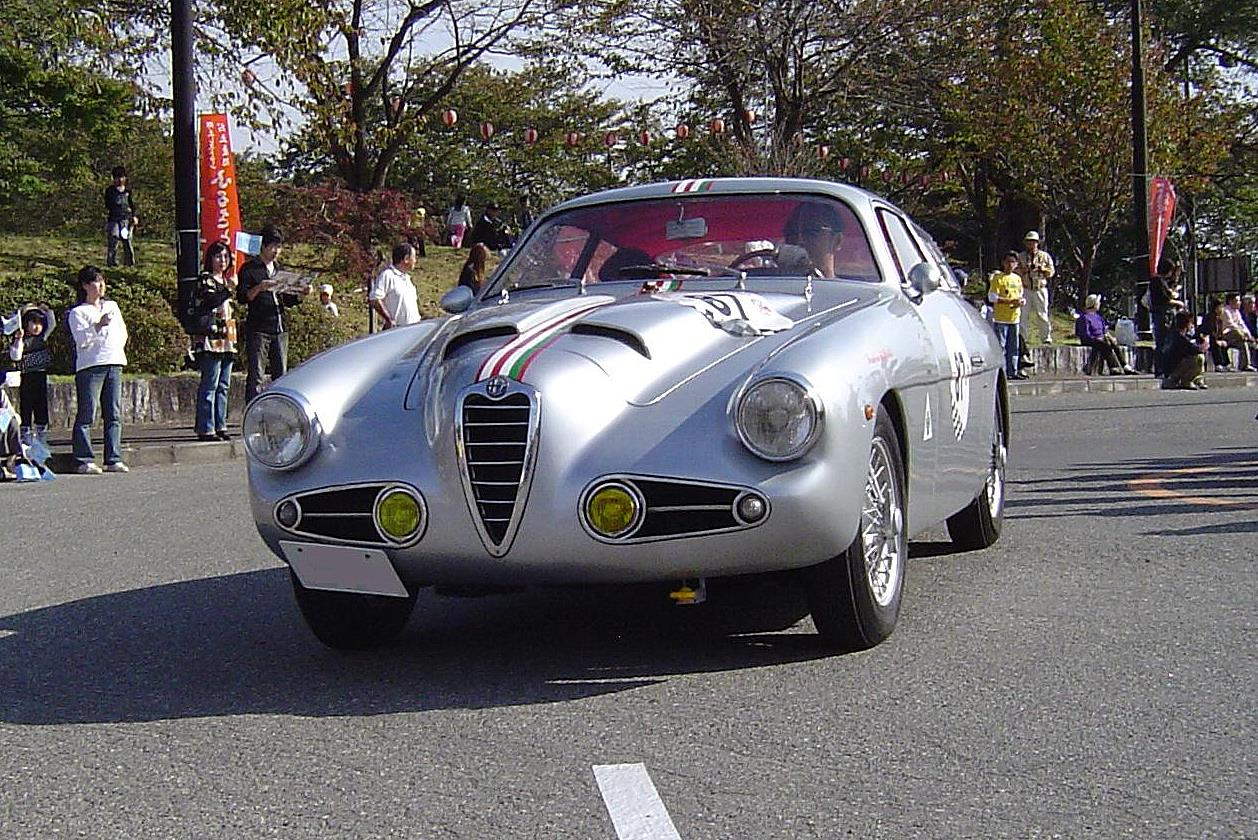
1900C SS Zagato
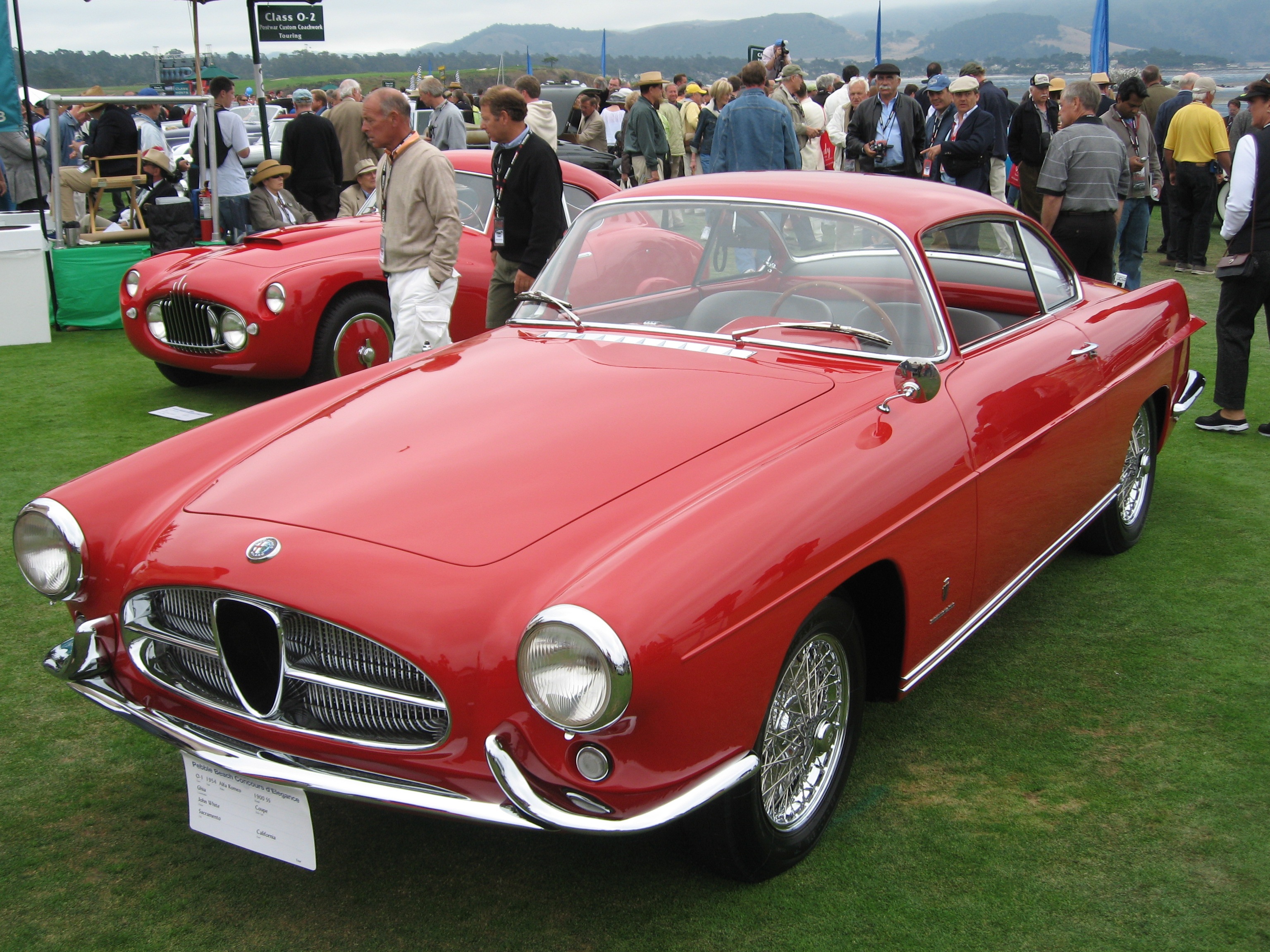
Alfa Romeo 1900C SS Ghia (1954)
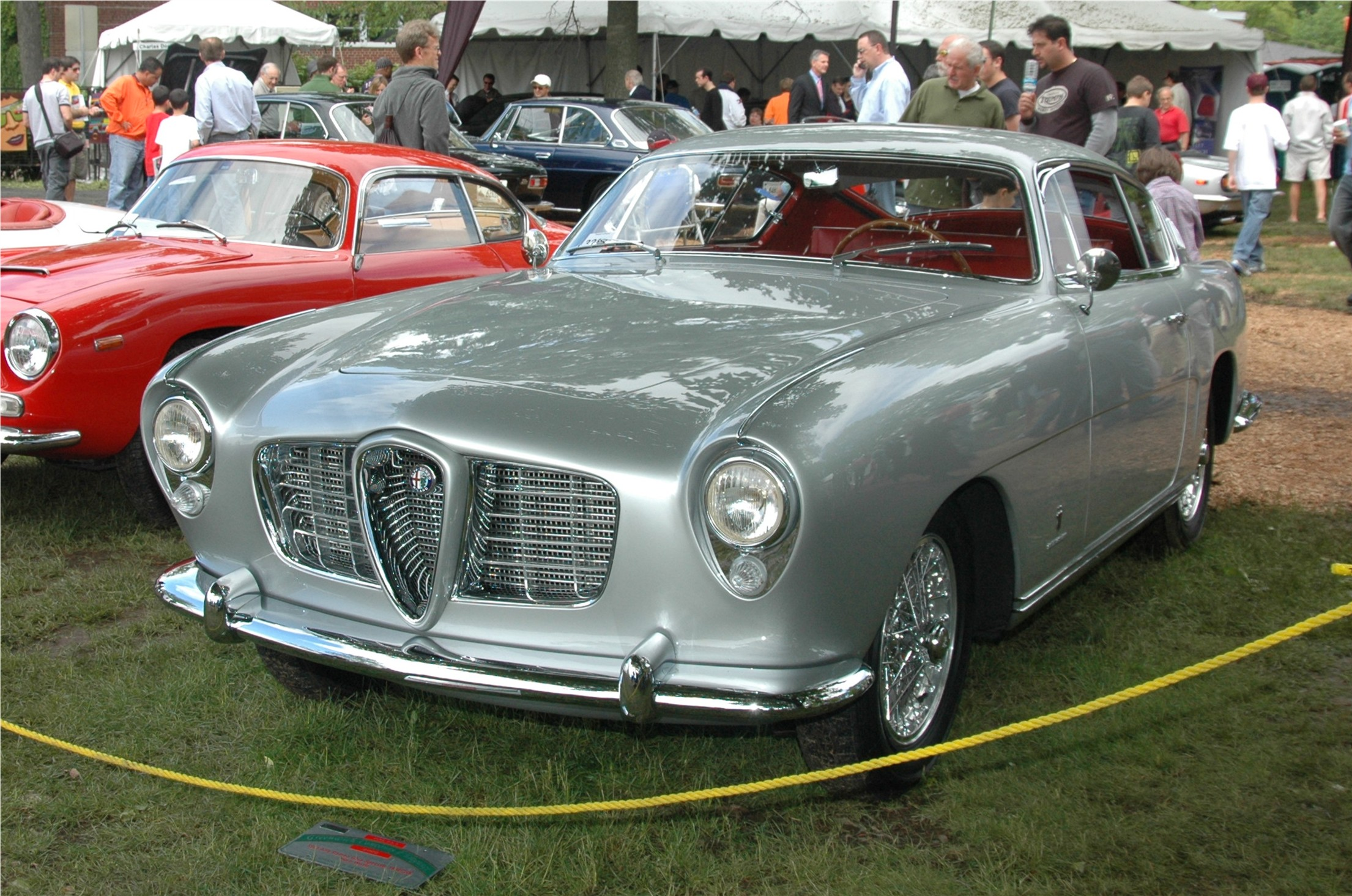
1900C SS Ghia Speciale (1955)